# Исторический музей Крита
Исторический музей Крита (греч. Μουσείο Ιστορίας Κρήτης) — музей, находящийся в городе Ираклионе в Греции и посвящённый истории Крита.

## История
Музей основан в 1953 году критским Обществом исторических исследований и в наиболее полной ретроспективе знакомит посетителей с историей Крита с раннехристианских времён до наших дней.
Целью учредителей было коллекционирование и сохранение ценного археологического, этнографического и исторического материала, происходящего из средневекового и современного периодов в критской истории.
Музей расположен в двухэтажном здании эпохи неоклассицизма, построенном в 1903 году на месте бывшего особняка.

## Коллекции
В коллекциях музея находится несколько значительных произведений искусства, таких как Моденский Триптих, 1568 художника Эль Греко.

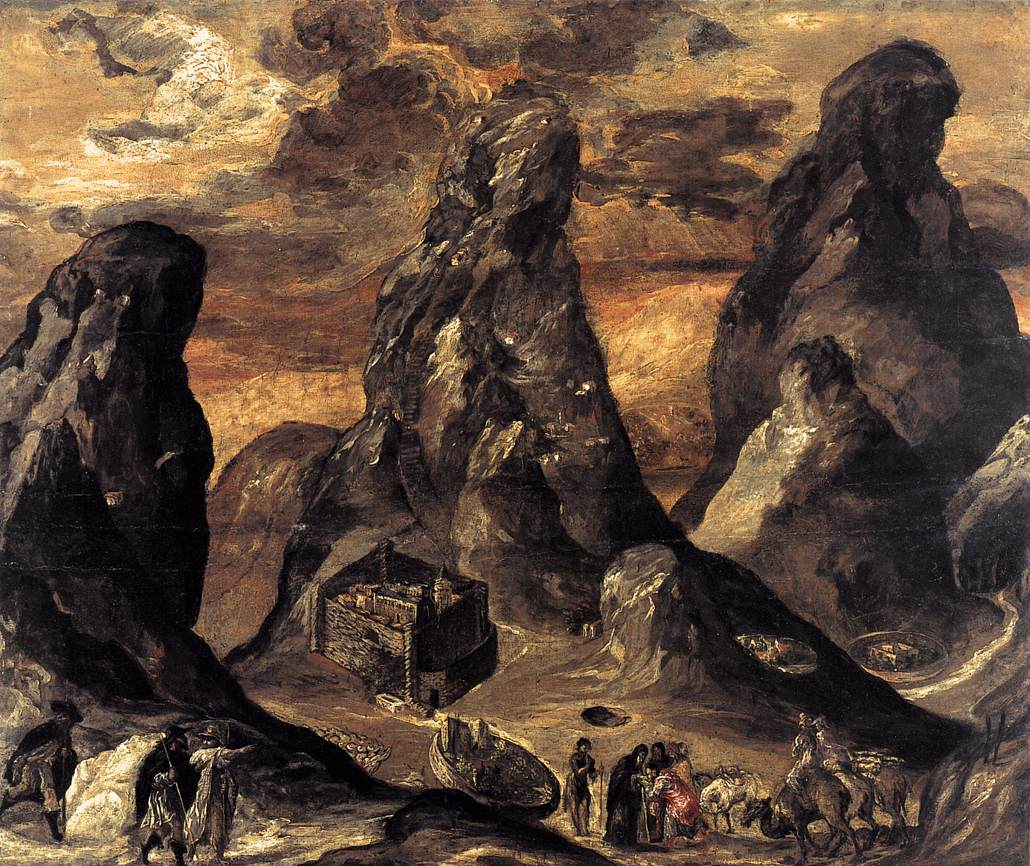
Эль Греко Гора Синай
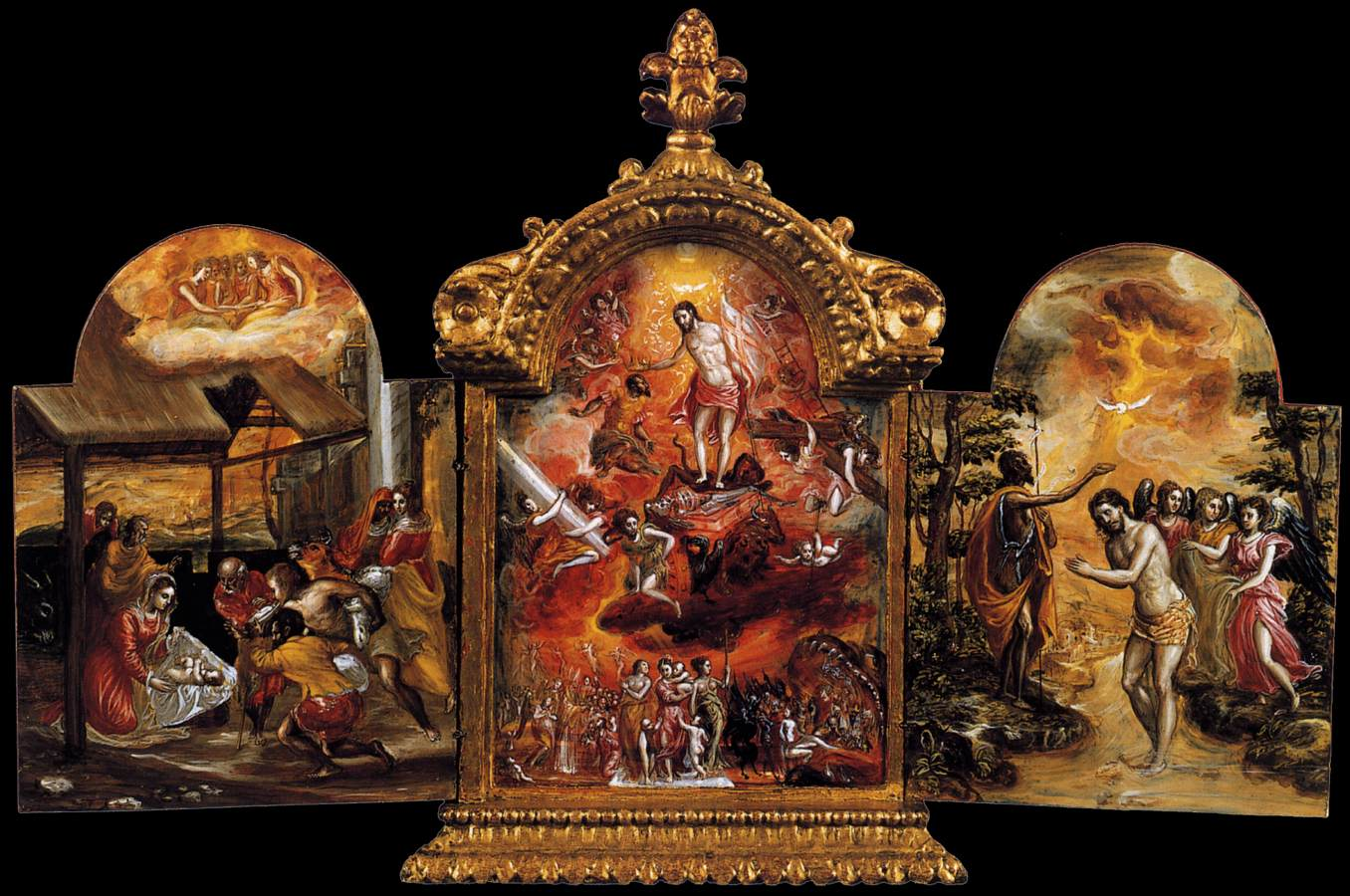
Эль Греко Триптих